# Orle (Jasień)
Orle (Cole) – część wsi Jasień w Polsce, położona w województwie pomorskim, w powiecie bytowskim, w gminie Czarna Dąbrówka. Wchodzi w skład sołectwa Jasień.
Położona nad zachodnim brzegiem jeziora Jasień, na obszarze Parku Krajobrazowego Dolina Słupi.
W latach 1975–1998 Orle administracyjnie należało do województwa słupskiego.